# 愛情萬人迷
《愛情萬人迷》（英語：200 Cigarettes）是一部1999年美國喜剧電影，由麗莎·布雷蒙·賈西亞（Risa Bramon Garcia）執導，莎娜·拉森（Shana Larsen）編劇。電影以群戲演出，主演包括班·艾佛列克、凱西·艾佛列克、戴夫·查普爾、安琪拉·費德史東、寇特妮·洛芙、傑·摩爾、玛莎·普林顿、姬絲汀娜·莉芝以及保羅·路德。講述一群二十多歲的年輕人試圖應對人際關係、孤獨、慾望和他們個人的神經質。
電影於1999年2月26日在美國上映，口碑票房雙敗。

## 演員
- 班·艾佛列克飾演調酒師
- 凱西·艾佛列克飾演湯姆（Tom）
- 克萊·卡爾（英语：Caleb Carr）飾演憤世嫉俗的酒吧顧客
- 戴夫·查普爾飾演迪斯科計程車司機
- 艾維斯·卡斯提洛飾演他自己
- 古列雷莫·迪亚兹（英语：Guillermo Díaz (actor)）飾演戴夫（Dave）
- 安琪拉·費德史東（英语：Angela Featherstone）飾演凱特琳（Caitlyn）
- 寇特妮·洛芙飾演露西（Lucy）
- 珍妮娜·葛羅佛（英语：Janeane Garofalo）飾演艾莉（Ellie）
- 蓋碧·霍夫曼（英语：Gaby Hoffmann）飾演史蒂芬（Stephie）
- 姬·韓遜飾演辛蒂（Cindy）
- 凱薩琳·凱耳納爾（英语：Catherine Kellner）飾演希拉蕊（Hillary）
- 布莱恩·麦卡迭（英语：Brian McCardie）飾演艾瑞克（Eric）
- 妮可·艾瑞·派克飾演布莉姬（Bridget）
- 傑·摩爾飾演傑克（Jack）
- 玛莎·普林顿飾演莫妮卡（Monica）
- 姬絲汀娜·莉芝飾演瓦爾（Val）
- 保羅·路德飾演凱文（Kevin）

## 反響
在爛番茄網站上根據63篇評論，本片新鮮度僅30%，均分4.40／10。Metacritic得分僅33，評價不佳。

## 外部連結
- 互联网电影数据库（IMDb）上《愛情萬人迷》的资料（英文）
- 爛番茄上《愛情萬人迷》的資料（英文）
- 豆瓣电影上《愛情萬人迷》的資料 （简体中文）
- AllMovie上《愛情萬人迷》的资料（英文）
- Box Office Mojo上《愛情萬人迷》的資料（英文）